# Eric Francis (arquiteto)
Eric Carwardine Francis (30 de agosto de 1887 – 26 de janeiro de 1976)  foi um arquiteto e pintor britânico que projetou vários edifícios notáveis, particularmente em Monmouthshire, Gloucestershire e Somerset, no início e meados do século XX, muitos nas artes e estilo de artesanato.

## Vida e carreira

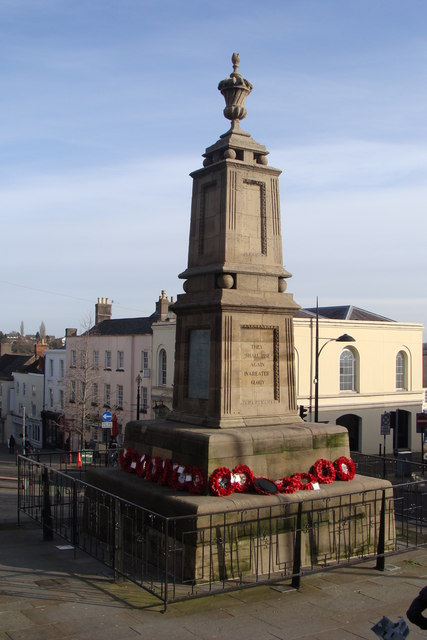
Chepstow War Memorial

Ele era filho de George Carwardine Francis, advogado de Chepstow. Ele foi articulado em 1909 como arquiteto sob Sir Guy Dawber, antes de se tornar assistente de outro membro importante da profissão, Detmar Blow.
Ele então começou a trabalhar com o escritor e historiador da arquitetura Henry Avray Tipping, que, depois de herdar uma fortuna familiar, comprou terras em 1911 em Mounton, perto de Chepstow, para construir uma nova casa. Enquanto Tipping se descrevia como o designer da Mounton House, Francis era responsável por seus detalhes e materiais. Ele também trabalhou com Tipping no projeto de casas no novo conjunto habitacional Rhiwbina em Cardiff.
Francis, em seguida, projetou o "incomum, neo- barroco " Memorial de Guerra em Beaufort Square no Chepstow, revelado em Janeiro de 1922, antes de trabalhar para outro cliente privado na área, Charles Clay, da família que possuía a próxima Piercefield propriedade. Francis projetou o Wyndcliffe Court em St Arvans, uma grande casa particular concluída para Clay em 1922 e descrita como sendo "no estilo Cotswold Tudor, relaxado e sofisticado". Em 1922/23, ele empreendeu um trabalho no castelo de Chepstow para seu proprietário, WR Lysaght, incluindo a substituição de algumas das paredes em arenito vermelho. Ele também trabalhou novamente com a Avray Tipping, projetando e construindo com ele a casa de repouso de Tipping, High Glanau, perto de Trellech. A casa foi construída no estilo Artes e Ofícios, situada acima de jardins formais. Em 1925, Francis projetou e construiu sua própria casa, East Cliff, situada acima do rio Wye em Tutshill, perto de Chepstow.

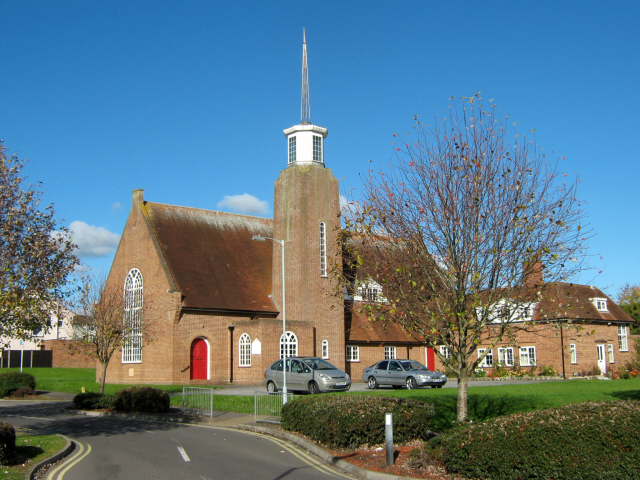
Igreja de Santa Teresa de Lisieux, Taunton

Em 1926, Francis casou-se com Lady Elizabeth Annesley, prima de Earl Annesley. Depois disso, mudou-se para Somerset e juntou-se à HSW Stone na prática arquitetônica de Taunton em Stone e Lloyd, mais tarde conhecida como Stone and Partners. Entre as casas que ele construiu em Somerset estava sua própria casa, Long Meadow, em West Monkton, iniciada em 1929. Mais tarde, ele foi responsável por muitos trabalhos de restauração e pelo projeto da Igreja Católica de Santa Teresa de Lisieux em Taunton  inaugurada em 1959 e descrita como "uma Igreja arejada, leve e bonita, que se encaixa alegremente nas modernas moradias ao redor".
Francis também era um excelente jogador de hóquei, participando do jogo internacional do País de Gales contra a Irlanda em 1920. Tornou-se membro do Instituto Real de Arquitetos Britânicos em 1923. Ele também era membro da Sociedade de Antiquários. Ele morreu em West Monkton, Somerset, em 1976, aos 88 anos.